# Lizzano (vino)
Il Lizzano è un vino DOC la cui produzione è consentita nella provincia di Taranto. La DOC del Lizzano risale al 1988. È attribuita ad una serie di vini prodotti in provincia di Taranto nei territori comunali di Lizzano e Faggiano e in due isole amministrative del comune di Taranto. 

## Il vino
Il Lizzano DOC prende il nome dall'omonimo centro abitato del comune tarantino, centro della zona di produzione di questa Doc. Il vitigno principale di questo vino è il Negroamaro, uva basilare anche per la produzione di altri vini di qualità della Puglia, a cui conferisce una piacevole vena amarognola. Non a caso, su circa 133 000 ettari di vigneto presenti in questa regione, 37 000 sono coltivati a Negroamaro. Lizzano è uno dei 23 maggiori produttori di vini in Italia e terzo produttore di vino in Puglia.

## Le DOC
I vini DOC sono:
- Lizzano Bianco DOC Bianco Tranquillo
- Lizzano Bianco Frizzante DOC Bianco Frizzante
- Lizzano Bianco Spumante DOC Bianco Spumante
- Lizzano Malvasia Nera DOC Rosso Tranquillo
- Lizzano Malvasia Nera Superiore DOC Rosso Tranquillo
- Lizzano Negroamaro Rosato DOC Rosato Tranquillo
- Lizzano Negroamaro Rosso DOC Rosso Tranquillo
- Lizzano Negroamaro Rosso Superiore DOC Rosso Tranquillo
- Lizzano Rosato DOC Rosato Tranquillo
- Lizzano Rosato Frizzante DOC Rosato Frizzante
- Lizzano Rosato Spumante DOC Rosato Spumante
- Lizzano Rosso DOC Rosso Tranquillo
- Lizzano Rosso Frizzante DOC Rosso Frizzante
- Lizzano Rosso Novello DOC Rosso Novello
- Lizzano Rosso Giovane DOC Rosso Tranquillo
- Lizzano Rosato Giovane DOC Rosato Tranquillo
- Primitivo di Manduria DOC
- Primitivo di Lizzano DOC

## Abbinamenti consigliati
La Doc, essendo così ricca, associa i suoi vini a tutti i piatti tipici pugliesi.

## Produzione
Provincia, stagione, volume in ettolitri
- Taranto  (1993/94)  183,94